# Superior Tribunal Militar (Brasil)
El Superior Tribunal Militar es el órgano de la justicia militar del Brasil. Está compuesto por quince jueces vitalicios, nombrados por el Presidente de la República, después de ser aprobado su nombramiento por el Senado Federal. Del total, tres pertenecen a la Marina, cuatro al Ejército, tres a las Fuerzas Aéreas, todos en activo y en el cargo más elevado de la carrera, y cinco civiles.
Los jueces civiles son elegidos por el presidente entre brasileños mayores de treinta y cinco años siendo tres entre abogados de notorio saber jurídico y conducta irreprochable, con más de diez años de actividad profesional efectiva; dos, por elección paritaria, entre jueces auditores y miembros del Ministerio Público de la Justicia Militar. Tienen por competencia procesar y juzgar los crímenes militares definidos por la ley, conforme al artículo 123 de la constitución brasileña.